# Philadelphus calvescens
Philadelphus calvescens är en hortensiaväxtart som först beskrevs av Alfred Rehder, och fick sitt nu gällande namn av S.M. Hwang. Philadelphus calvescens ingår i släktet schersminer, och familjen hortensiaväxter. Inga underarter finns listade i Catalogue of Life.